# 小林裕光
小林 裕光（こばやし ひろみつ、1960年 - ）、東京都出身。埼玉県立与野高等学校教諭、NHK高校講座元理科総合A・B講師、元全国通信制高等学校研究協議会放送教育委員。専門分野は情報教育・生物教育。博士（教育学）（東京学芸大学）。

## 学歴
埼玉県立春日部高等学校卒業。東京学芸大学教育学部初等教育教員養成課程卒業。東京学芸大学大学院教育学研究科総合教育開発専攻修士課程 修了。同大学院連合学校教育学研究科自然科学系教育講座 博士課程修了。

## 学会活動・社会貢献
- 日本教育情報学会
- 元全国高等学校通信制研究協議会、放送教育委員。

## 研究分野
- ICT活用による生物教材の開発、生物教育全般における教材開発および授業実践
- e-learningの導入とシステム開発。

## 主な著書・論文
博士論文
- 小林裕光：高等学校通信制課程におけるe-learning を活用した学習方法の開発 － 個別支援の強化による理科学習への取り組みの改善－, 2008

論文（全て査読付き学術論文）
1. 小林裕光：WBTのための学習コースウエア実行支援システムの開発(R)，教育情報研究，17(2)，13-18，2001
2. 小林裕光：通信制高等学校におけるWBT教材の開発と利用評価(R)，教育情報研究，17(3)，67-73，2001
3. 小林裕光：通信制高校におけるe-Learningの導入と問題点について，教育情報研究，22(1)，23-30，2006
4. 小林裕光，堀口秀嗣，荒義明，前田誠：オープンソースのWBT システムを利用した通信制高校における理科教育の方法について，教育情報研究，22(3)，3-10，2007
5. 小林裕光：通信制高校におけるWBTシステムを活用した遺伝学習の実践，教育報研究，23(4)，27-34,2007

著書
1. 水野丈夫監修，久力誠，小林裕光，小林秀明，中村雅弘：ビジュアルワイド図説生物，東京書籍，1996
2. 水野丈男，辻英夫，小林裕光（他9名）：文部省検定済教科書「新編生物ⅠＢ」，東京書籍，200078
3. 縣秀彦，小林秀明，小林裕光，吉永順一（他6名）：NHK高校講座 「理科総合A・B」，日本放送出版協会，2003
4. 石川統，浅島誠，小林裕光（他16名）：文部科学省検定済教科書「新編生物I」，東京書籍，2003
5. 石川統，浅島誠，小林裕光（他10名）：文部省検定済教科書「生物Ⅰ」，東京書籍，2004
6. 石川統，浅島誠，小林裕光（他10名）：文部省検定済教科書「生物Ⅱ」，東京書籍，2004
7. 石川統監修，久力誠，小林裕光，小林秀明，中村雅弘：ダイナミックワイド図説生物，
8. 小林裕光，久保裕一郎，桑名正和，中村雅弘，渡辺光治：「リード文読解」で攻略す　　る東大生物，ベネッセコーポレーション，2005
9. 全国通信制高等学校通信制教育研究会編集，高橋剛，小林裕光，松田喬高等学校理科総合B学習書，日本放送出版協会，2007
10. 石川統，浅島誠，小林裕光（他16名）：文部科学省検定済教科書「生物I」，東京書籍，2007
11. 石川統，浅島誠，小林裕光（他16名）：文部科学省検定済教科書「新編生物I」，東京書籍，2007
12. 全国通信制高等学校通信制教育研究会編集，今井茂，小林裕光，松田喬，小川なみ（他２名）, 高等学校新編生物Ⅰ学習書，日本放送出版協会，2008
13. 浅島誠，小林裕光（他18名）：文部科学省検定済教科書「生物基礎」，東京書籍，2012
14. 浅島誠，小林裕光（他18名）：文部科学省検定済教科書「新編生物基礎」，東京書籍，2012，第４編 生物の多様性と生態系，市石博，久力誠，小林裕光，113-160
15. 全国通信制高等学校通信制教育研究会編集，小林裕光（監修）（執筆他４名）高等学校新編生物基礎学習書，日本放送出版協会，2012
16. 浅島誠，小林裕光（他18名）：文部科学省検定済教科書「生物」，東京書籍，2013
17. 浅島誠，小林裕光（他23名）：文部科学省検定済教科書「新編生物基礎」，東京書籍，2016
18. 浅島誠，小林裕光（他23名）：文部科学省検定済教科書「新編生物基礎」，東京書籍，2016
19. 浅島誠，小林裕光（他23名）：文部科学省検定済教科書「生物」，東京書籍，2017,
20. 浅島誠，小林裕光（他23名）：文部科学省検定済教科書「スタンダード生物」，東京書籍，2017

学会発表等
1. 小林裕光，堀口秀嗣，宮城優：シミュレーション学習支援ツールの開発，教育情報学会年会論文集 (12)，150-151，1996
2. 宮城優，堀口秀嗣，小林裕光：シミュレーション学習支援ツール(SIM.EXE)を用いた授業実践 : 物理「波動」の単元を中心として，日本教育情報学会年会論文集 (12)，152-153，1996
3. 小林裕光，堀口秀嗣：フレーム型学習支援ソフト(FCAI)のWindows版の開発と活用　　について，日本教育年会論文集 (13)，122-123，1997
4. 小林裕光，安達一寿，城台隆光，村松浩幸，ネットワーク環境を利用したHTML型学習コースの開発，日本科学教育学会研究会研究報告 14(2)，13-16，1999
5. 安達一寿，城台隆光，村松浩幸，小林裕光：校内イントラネット活用を支援するWebアプリケーション構築ツールの開発，日本科学教育学会研究会研究報告 14(2)，27-32，1999
6. 堀口秀嗣，井口，磯夫，安達一寿，小林裕光，荒，義明，城台，隆光，村松弘幸：FCAIファミリーからスクールワークステーション(SWS)，日本科学教育学会研究会研究報告 14(2)，33-36，1999
7. 小林裕光，井口磯夫，安達一寿，城台隆光，村松浩幸Webサーバー技術を利用した学習コースの開発の定型化とモデルコースの開発，日本教育情報学会年会論文集 (15)，94-97，1999
8. 安達一寿，石出勉，城台隆光，小林裕光，村松浩幸，小山 正光：グループ活動を支援する Web アプリケーションの機能分析と設計，教育工学関連学協会連合全国大会講演論文集 6(2)，517-518，2000
9. 小林裕光，安達一寿，石出勉，城台隆光，松村浩幸：Web型グループ学習システムにおけるエデュティメントソフトの導入，日本教育情報学会年会論文集 (16)，106-107，2000
10. 石出勉，安達一寿，城台隆光，小林裕光，村松浩幸，小山，正光：Web型グループ学習システムの機能と学習場面での授業設計の方法，日本教育情報学会年会論文集 (16)，244-247，2000
11. 小林裕光：通信制高等学校におけるWBT教材の開発と利用評価，日本教育情報学会年会論文集 (18)，174-175，2002
12. 小林裕光：通信制高校における情報教育の実践と問題点について，日本教育情報学会年会論文集(21)，284-285，2005
13. 堀口秀嗣，荒義明，前田真人，小林裕光：家庭学習を学校から支援することが可能なe -L  倶楽部，日本教育情報学会年会論文集 (21)，18-19，2005
14. 荒義明，堀口秀嗣，前田真人，小林裕光：WBTシステム(e-L倶楽部)とインターネットを利用した教材共同開発環境，日本教育情報学会年会論文集(22)，41-42，2006
15. 小林裕光，堀口秀嗣，前田真人，荒義明：WBTシステム(el-club)とe-mailを利用した個別学習の支援について：日本教育情報学会年会論文集(22)，43-44，2006
16. 安達一寿，山川博，堀口秀嗣，井口磯夫，小林裕光，生田晃三，荒義明，前田真人金井晶子，宮原礼典，河角哲也，新井祐紀，岩本康生，近藤和夫：小中学校への普及を目指したｅラーニングに関する実践研究，日本教育情報学会年会論文集(23)，34-37，2007
17. Hiromitu Kobayashi, Fumio Shibui:The Practice of Study on Heredity by Use of Teaching    Materials for Web Based Training in a Correspondence High School, Association of Pacific     Universities 9th Distance Learning and the Internet Conference 2008,27-30,2008
18. Fumio Shibui,Hideyuki Tyao,Shigemi Sakamoto,Hiromitsu Kobayashi:Development and      Evaluation of the Distance Learning Visualized (movie) Simple Simulation System for         Radiologic Technologist, Association of Pacific Universities 9th Distance Learning and the      Internet Conference 2008,39-44,2008

その他の研究報告等
1. 小林裕光（分担執筆他16名）：新しいメディアに対応した教科書・教材に関する調査研究(「総合的な学習の時間」の授業設計と評価の方法，教科書研究センター，1999
2. 小林裕光（分担執筆他16名）：新しいメディアに対応した教科書・教材に関する調査研究(「総合的な学習の時間」における心の教育とメディアの活用），教科書研究センター，2000
3. 小林裕光：通信制高校のための課題解決のためのネットワークの利用について，平成11年度科学研究費補助金奨励研究B研究成果報告，日本学術振興会，2000
4. 小林裕光：Webサーバーを利用した学習オーサリングシステムの作成と実践，学習情報研究，161，41-44，2001
5. 小林裕光：Webサーバー技術を利用した学習コース開発と定型化， 平成13年度科学研究費補助金奨励研究B研究成果報告，日本学術振興会，2002
6. 小林裕光：高画質な動画資料の活用・新しいスタイルの動画素材の活用，学習情報研究，178，39-40，2004
7. 小林裕光：Web型学習コースを使った遺伝の授業　コンピュータ活用！授業で使える！実践事例アイディア集Vol.11，52-53，日本教育工学振興会，2003
8. 河合久，島崎朝彦，西田政吉，羽山清，佐藤邦彦，楠元達也，白石守，戸田義彦，　山本成敏，荒義明，前田真人，堀口秀嗣，小林裕光：e-Learningによる教員研修の全国展開に向けた共同研究，平成17年度松下教育助成成果報告集，2005
9. 安達一寿，堀口秀嗣，小林裕光，荒義明，前田真人：教員の協働による学校及び家庭学習を支援するe-ラーニングの研究，平成18年度松下教育助成成果報告集，2007
10. 安達一寿，山川博，堀口秀嗣，井口磯夫，小林裕光，生田晃三，荒義明，前田真人，金井晶子，宮原礼典，河角哲也，新井祐紀，岩本康生，近藤和夫：小中学校への普及を目指したｅラーニングに関する実践研究，平成19年度松下教育助成成果報告集，2007
11. 小林裕光：通信制高校におけるe-Learningの導入とその有効性について，平成18年度科学研究費補助金奨励研究B研究成果報告，日本学術振興会，2007
12. 小林裕光：サイエンスセミナー最先端科学への招待，平成18年度サイエンスパートナーシッププロジェクト成果報告，日本学術振興会，2007

## 資格
- 小学校教員免許（専修）、中学校理科教員免許（専修）、高等学校理科教員免許（専修）、高等学校情報教員免許（1種)、高等学校英語科教員免許（1種）
- 第2種情報処理技術者、司書教諭